# Тершелич, Весна
Весна Тершелич (хорв. Vesna Teršelič; род. в 1962 г., Любляна, Словения) — активист движения за мир, основала Антивоенную кампанию Хорватии и была её координатором в 1991—1998 годах. В 1998 году она стала лауреатом премии «За правильный образ жизни» вместе с Катариной Крухоня из Центра по вопросам мира, ненасилия и прав человека, Осиек.
Была одной из наиболее видных членов небольшой группы интеллектуалов, собравшихся вокруг «Загребской антивоенной кампании» во время Отечественной войны. Выступила соучредительницей экологической «рабочей группы», принявшей весной 1986 года название Svaruna, инициативы «Зелёное действие», Центра женских исследований, Центра исследований мира и партии «Новые левые». Она стала директором Documenta — Центра по вопросам наследия прошлого.
В 2017 году Тершелич подписала «Декларацию об общем языке» хорватов, сербов, боснийцев и черногорцев.